# مریدیان (آیداهو)
مریدیان (به انگلیسی: Meridian) شهری در شهرستان آدا ایالت آیداهو است که جمعیت آن در سرشماری سال ۲۰۱۰ میلادی ۷۵٬۰۹۲ نفر بوده است.